# トーマス・セイ
トーマス・セイ（Thomas Say、1787年6月27日 - 1834年10月10日）は、アメリカ合衆国の博物学者、動物学者、探検家。特に昆虫学に造詣が深く、アメリカ昆虫学会 (ESA) の設立に寄与した人物の一人としても知られる。

## 略歴
1787年6月27日、フィラデルフィアのクエーカーの家庭に生まれた。同名の祖父トーマス (1709-1796) は薬屋、物理学者で、父ベンジャミン (1755-1813) は医師であった。また曽祖父に植物学者のジョン・バートラム、親戚に博物学者のウィリアム・バートラムがいる。
セイは薬剤師としての仕事の傍ら、博物学の研究を進めていた。1812年にはフィラデルフィア自然科学アカデミーの設立に関わった。1816年には、ウィリアム・マクルーアの紹介で博物学者、探検家のシャルル・アレクサンドル・ルシュールと知りあい、ルシュールは1824年まで同アカデミーに勤務することとなった。
1819年から1820年にかけて、セイはロッキー山脈やミズーリ川の調査隊に動物学者として同行し、コヨーテやスイフトギツネ、ニシタイランチョウなど様々な種を新種として記載した。また1823年には、セイ主導でのミシシッピ川源流（ミネソタ川など）の長期調査を行った。
1826年には、ロバート・オウエンがインディアナ州で実験的に立ち上げた、共産主義的な生活と労働の共同体に参加するため、ニューハーモニーに移住 。1827年にはニューハーモニーで知り合った Lucy Way Sistare と結婚したが、そのことは周囲の限られた人にしか知らせなかった。セイはその地で昆虫や軟体動物の調査を行い、多数の新種を記載した。しかし収入は乏しく、家族は生活苦を強いられた。
1834年10月10日、腸チフスによって死去。47歳没。